# Западный камень
За́падный ка́мень — монолитный каменный блок, образующий часть нижнего уровня Западной стены в Иерусалиме.

## Общие сведения
Западный Камень представляет собой монолитный каменный блок, образующий часть нижнего уровня иерусалимской Западной стены, называемой также Стеной Плача, расположенной на западном склоне Храмовой Горы. Камень виден в тоннеле этой стены, к северу от арки Уилсона. Наряду со своим предположительным ровесником, трилитоном Баальбека, он является одним из самых крупных монолитов, созданных и перемещённых людьми в древности.

## Параметры
Его длина составляет 13,55 метров, высота 3 метра, расчётная ширина 3,3 метра. Масса Западного камня оценивается в 250—300 тонн, ранее приводились оценки в 517 тонн и 570 тонн.

## Происхождение
Достоверной, однозначно признанной научным сообществом точки зрения на место происхождения, технологию заготовки и доставки Западного камня в настоящий момент не имеется. Однако известно, что он расположен в тех рядах кладки Стены Плача, которые традиционно относятся к временам Ирода Великого. Необходимый тогда строительный материал — блоки известняка — предположительно добывался в расположенном неподалёку карьере. Вместе с тем существует гипотеза, согласно которой нижние, самые массивные блоки, существовали и находились на своём месте ещё до начала строительных работ Ирода. То есть их происхождение и время установки неизвестны.